# Jérôme Sesquin
 (décembre 2011).
Si vous disposez d'ouvrages ou d'articles de référence ou si vous connaissez des sites web de qualité traitant du thème abordé ici, merci de compléter l'article en donnant les références utiles à sa vérifiabilité et en les liant à la section « Notes et références ».
Jérôme Sesquin, né le 11 septembre 1974 à Neuilly sur Seine, est un réalisateur et journaliste français, auteur de documentaires.

## Biographie
Diplômé du Centre Universitaire d'Enseignement du Journalisme (CUEJ) de Strasbourg, il commence sa carrière à la rédaction de France 2. Après avoir collaboré à plusieurs magazines de la télévision, il se tourne vers la réalisation de documentaires. Son travail couvre un large spectre géographique et thématique : géopolitique, mémoire coloniale, identité culturelle, enjeux contemporains et crise politique avec une prédominance pour les territoires du Moyen-Orient et l’Afrique.
Il a su se démarquer par ses documentaires d’investigation reconnus pour leur qualité (FIGRA, Scam, Lauriers).

## Filmographie
- 2024 : Israël, les ministres du chaos  co-écrit avec Nitzan Perelman Produit par Yuzu Productions pour Arte
- 2023 : Comme un chien en cage. Produit par Chuck productions pour France Televisions.
- 2019 : Qatar, guerre d’influence sur l'islam d’Europe. L’adaptation pour la télévision de l’enquete « Qatar Papers » de Georges Malbrunot et Christian Chesnot Produit par Flach Film pour Arte.
- 2016 : Air France, splendeur et turbulences  de Jérôme Sesquin & Franck Bouaziz produit par Nova production pour France 5.
- 2016 : Aides aux entreprises : le grand bluff [1] de Jérôme Sesquin produit par L'agence Capa pour Canal+.
- 2014 : Or sale : enquête sur un scandale mondial documentaire[1] de Jérôme Sesquin et Gilles Labarthe produit par Magneto Presse pour Canal+.
- 2012 : L'Algérie à l'épreuve du pouvoir documentaire en deux parties de Hervé Bourges réalisé et coécrit par Jérôme Sesquin produit par Flach Film. Ce film a été récompensé en 2013 aux Lauriers de la Radio et la Télévision dans la catégorie meilleur documentaire.
- 2012 : Hervé Bourges, les braises et la lumière documentaire produit par Flach Film.
- 2011 : Maryse Condé, une voix singulière, documentaire écrit par Françoise Vergès et produit par JARAPROD
- 2010 :  Abdou Diouf, un destin francophone, documentaire écrit par Hervé Bourges
- 2009 : A la recherche de Païtiti, documentaire produit par Editel
- 2008 : L'homme des déserts dans les dunes du Namib produit par Editel
- 2006 : Noirs, l'identité au cœur de la question noire, documentaire coréalisé avec Arnaud Ngatcha et coproduit par Tonie Marshall
- 2005 : Les preuves du feu produit par Phare Ouest Production
- 2004 : Hongrie, la diva du Danube produit par VM group

## Récompenses
Son film « Israël, les ministres du chaos », est récompensé du prix Arnaud Hamelin lors du Festival international du grand reportage d'actualité et du documentaire de société(FIGRA) édition 2024 ainsi qu’une étoile de la Scam Société Civile des Auteurs Multimédia en 2025.
Le club audiovisuel de Paris a attribué le « Laurier du meilleur Documentaire » au film « l'Algérie à l'épreuve du pouvoir », dans le cadre des Lauriers de la radio et de la télévision 2013.